# Legionowo
Legionowo is een stad in het Poolse woiwodschap Mazovië, gelegen in de powiat Legionowski. De oppervlakte bedraagt 13,6 km², het inwonertal 50.600 (2005).

## Stedenband
- Kovel, Oekraïne